# شركة ملاحة الخليج
ملاحة الخليج كانت شركة طيران مقرها البحرين ثم تحولت لتصبح شركة طيران الخليج في 1 يناير 1974. تأسست في 1949 وتأسيسها غير اقتصادات دول الخليج العربي.

## التاريخ
تأسست شركة ملاحة الخليج في البحرين في 1949. كان المؤسس طيار سلاح الجو الملكي البريطاني السابق فريدي بوسورث. استندت خطة العمل الأصلية لبوسورث على إنشاء خدمات الملاحة الساحلية بين بعض دول الخليج العربي بالإضافة إلى خدمات التدريب. بدأت العمليات من مقرها في البحرين يوم 5 يوليو 1950 إلى الدوحة عاصمة قطر ومدينة الشارقة في إمارات الساحل المتصالح (حاليا الإمارات العربية المتحدة) وفي يوم 28 سبتمبر 1950 إلى الظهران في المملكة العربية السعودية. الأسطول الأصلي يتكون من عدة طائرات أفرو أنسون و لفترة وجيزة دي هافيلاند اكسبرس. دي هافيلاند دوف تم اختيارها لتحل محل هذه ولكن قتل بوسورث في رحلة مظاهرة في كرويدون في 9 يونيو 1951 في حين تستعد لإدخال هذا النوع في الخدمة.
خلال الخمسينات انضمت دي هافيلاند هيرون ودوغلاس سي-47 سكاي ترين إلى الأسطول.
في عام 1967 قدمت شركة الطيران طائرة فوكر إف27 فريند شيب المكيفة مع خدمة المقصورة. تم استبدال الطائرة هيرون مع طائرة بيتشكرافت بي 80 الملكة إير.

## الملكية والشركات التابعة
تأسست شركة ملاحة الخليج كشركة محدودة في 24 مارس 1950. بعد وفاة بوسورث في عام 1951 امتلكتها شركة بواك.

### الشركات التابعة
تأسست شركة هليكوبترات الخليج في فبراير 1973. تمتلك ملاحة الخليج 74٪ من أسهم الشركة بينما تمتلك شركة الخطوط الجوية البريطانية 26٪ المتبقية.

## الأسطول
| النوع                  | العدد | في الخدمة    | خارج الخدمة (إذا قبل 31 ديسمبر 73) | الملاحظات                                                                                |
| ---------------------- | ----- | ------------ | ---------------------------------- | ---------------------------------------------------------------------------------------- |
| أفرو أنسون             | 2     |              |                                    | استبدلت بدي هافيلاند دوف                                                                 |
| دي هافيلاند اكسبريس    | 1     | أبريل 1951   | أغسطس 1951                         | استبدلت بدي هافيلاند دوف                                                                 |
| دي هافيلاند دوف        | 4     |              |                                    |                                                                                          |
| دي هافيلاند هيرون      | 5     |              | 1967                               | استبدل بعقد من قبل شركة تنمية نفط عمان الزان بي 80                                       |
| دوغلاس سي-47 سكاي ترين | 5     |              |                                    | يشار إلى دي سي 3 في معظم المنشورات                                                       |
| فوكر إف27 فريند شيب    | 2     | يناير 1967   |                                    |                                                                                          |
| باك 1-11               | 2     | نوفمبر 1969  | [بحاجة لمصدر]                      |                                                                                          |
| فيكرز في سي 10         | 1     | 1 أبريل 1970 |                                    | تديرها بواك على الخدمة إلى لندن.                                                         |
| بيتشكرافت كوين إير     | 2     | يناير 1967   |                                    | بدائل دي هافيلاند هيرون. عقد لمدة 5 سنوات لدعم عمليات شركة تنمية نفط عمان في سلطنة عمان. |
| شورت سي إس 7 سكاي فان  | 4     | 1971         |                                    |                                                                                          |
| بريتن نورمان ايلاندر   | 2     | ديسمبر 1971  |                                    |                                                                                          |

## الأحداث والحوادث
- في 19 فبراير 1958، فإن طائرة دي هافيلاند هيرون تحطمت على تل في إيطاليا أثناء سوء الأحوال الجوية وكانت الطائرة في رحلة من أثينا إلى روما وقتل ثلاثة من أفراد الطاقم على متن الطائرة.
- في 10 يوليو 1960 فقدت طائرة دوغلاس سي 47 تحمل ثلاثة عشر راكبا وثلاثة من أفراد الطاقم أثناء رحلة من الدوحة إلى الشارقة. لم يتم العثور على أي حطام ولا يمكن تحديد سبب لأسوأ حادث في تاريخ الطيران.
- في 17 أغسطس 1966 تحطمت الطائرة بعد اقلاعها من مطار العذيبة في مسقط بسبب خطأ في التشغيل. وكانت الطائرة غير قادرة على تسلق أو الحفاظ على الارتفاع بعد الإقلاع بسبب ضعف قوة المحرك وتحطمت على بعد 560 ياردة من نهاية المدرج. نجى جميع من كان على متنها ويتكونون من 18 راكبا واثنين من طاقمها.